# Jeffrey Hoffman
Jeffrey Alan Hoffman (Nova Iorque, 2 de novembro de 1944) é um ex-astronauta norte-americano, veterano de cinco missões ao espaço entre 1985 e 1996.
Doutor em Astrofísica, formado em Astronomia e Astrofísica pela Universidade Harvard, seus primeiros interesses como pesquisador foram na astrofísica de alta energia, especificamente pesquisas cósmicas através de radiação gama e estudos astronômicos com raios-X. Entre 1972 e 1975, trabalhando na Universidade de Leicester, no Reino Unido, ele fez pesquisas na área de equipamentos astronômicos embarcados em foguetes. No Instituto de Tecnologia de Massachusetts, entre 1975 e 1978, ele foi o cientista de projetos responsável pelo HEAO-1, um laboratório orbital de exploração por raios X e raios gama, de uma série de três enviados ao espaço.

## NASA

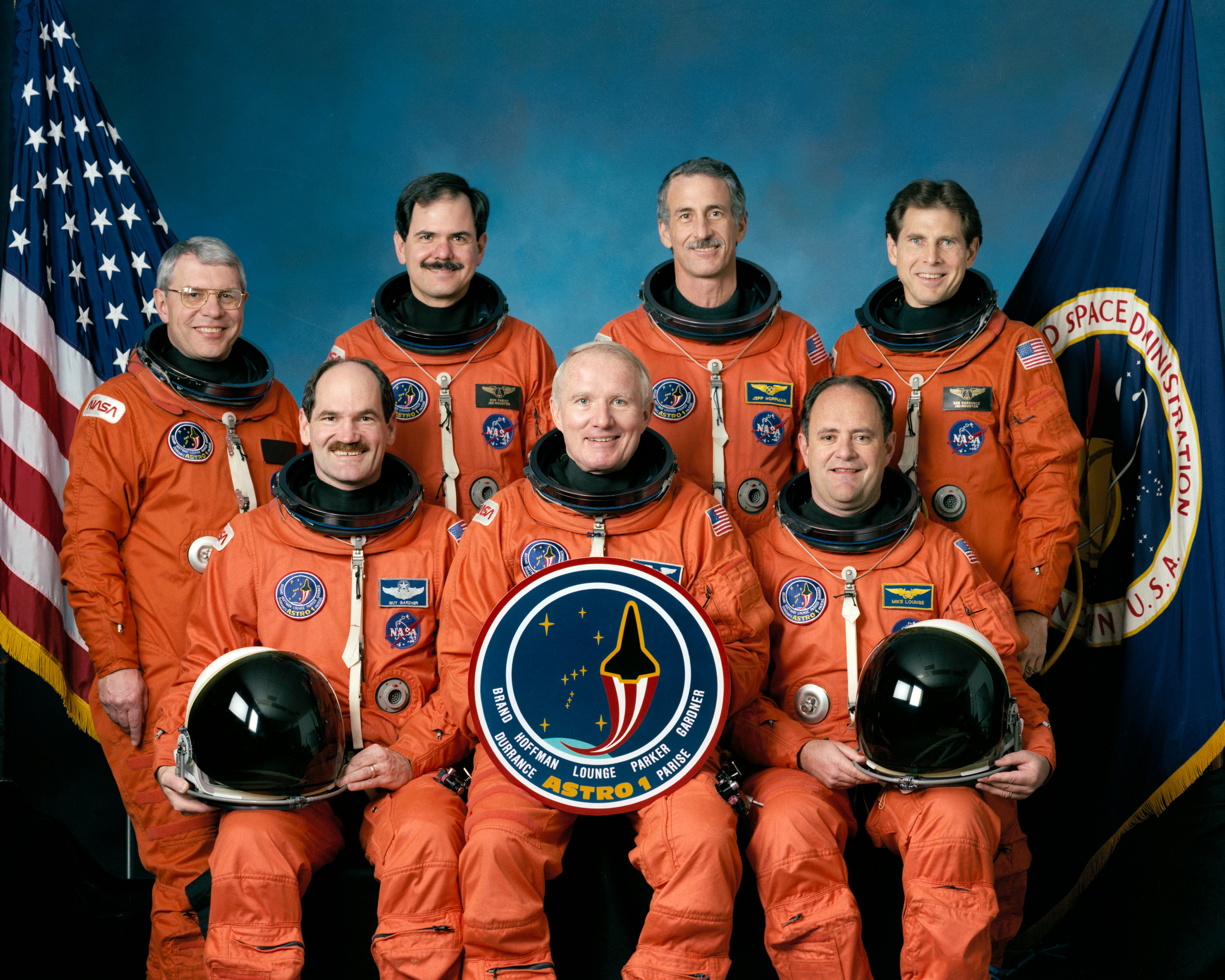
Os cinco astronautas e dois especialistas em carga útil designados para a missão STS-35 da NASA.

Hoffman foi selecionado para treinamento no corpo de astronautas da NASA em 1978 e incorporado em agosto de 1979, após um ano de treinamento. Durante a preparação para os testes e primeiros voos do ônibus espacial, ele trabalhou no laboratório de simulação de voo testando controles de direção, navegação, sistemas de controle de voo, manobras em voo e treinamento de tripulação.
Foi pela primeira vez ao espaço em abril de 1985 como especialista de missão da Discovery STS-51-D, na qual fez sua primeira caminhada espacial para resgatar um satélite com problemas de funcionamento. Suas quatro missões posteriores foram: STS-35 Columbia, em dezembro de 1990, na qual o laboratório astronômico de pesquisas por raios ultravioleta ASTRO-1, em que Hoffman trabalhou desde 1982, foi ativado; STS-46 Atlantis, em agosto de 1992, que colocou em órbita a plataforma de pesquisas EURECA, desenvolvida pela Agência Espacial Europeia (ESA); STS-61 Endeavour, primeira missão de serviço ao telescópio espacial Hubble, onde o equipamento foi vistoriado, restaurado, atualizado e colocado novamente em capacidade total de pesquisa e Hoffman realizou outras atividades extra veiculares.
Sua quinta e última missão espacial, onze anos após a primeira, em março de 1996, foi na STS-75 Columbia, a mais longa delas, com dezesseis dias de duração. Ao final de suas cinco missões como astronauta, Hoffman acumulou um total de 1211 horas no espaço.
Desde 2002, ele vem trabalhando como professor de ciências ligadas à observação e vida no espaço no MIT e na Universidade de Leicester.